# Libro dei Giubilei
Il Libro dei Giubilei o Piccola Genesi è un testo della tradizione ebraico-cristiana considerato canonico dalla sola Chiesa ortodossa etiope e dagli ebrei etiopi Beta Israel,  e apocrifo dalle rimanenti confessioni cristiane. È opinione comune che il testo originale sia stato redatto in ebraico nell'ultimo scorcio del II secolo a.C. da qualcuno che visse in prima persona gran parte dei tragici eventi che segnarono quel secolo, dalle lotte maccabaiche alla distruzione di Sichem.
Parafrasa la storia del mondo dalla creazione all'Esodo (uscita degli Ebrei dall'Egitto), suddividendola in giubilei (periodi di 49 anni).

## Contenuto
La serie degli avvenimenti narrati va dal capitolo 1 della Genesi fino al capitolo 12 dell'Esodo. Ogni giubileo è a sua volta diviso in sette serie di sette anni ciascuno. La presentazione di un simile calendario, derivato a sua volta da quello in uso in Palestina, indica il carattere normativo tipico dell'opera (halakah). L'istituzione di un calendario giubilare garantiva l'osservanza delle feste religiose e dei giorni sacri nelle loro date precise, e doveva ribadire l'unicità di Israele in mezzo a tutti gli altri popoli in quanto popolo dell'Alleanza.

## La Piccola Genesi
Quest'opera è conosciuta anche con il nome di Piccola Genesi, perché parafrasa gran parte della Genesi e dell'Esodo, con inserzioni apocrife riguardanti alcuni episodi. Assai importanti sono però le informazioni e gli espedienti con le quali si tenta di spiegare le origini delle prescrizioni rituali e dei costumi giudaici contemporanei all'autore. L'opera attribuisce un'origine più antica alla Legge Mosaica e a un gran numero di prescrizioni legali del Levitico: sostiene infatti che i patriarchi della Genesi osservavano già le leggi e le festività giudaiche, come la festa di Sukkot o delle Capanne, che in realtà fu istituita solo in epoca più tarda. Questo serve a conferire maggior sacralità alle festività stesse. È lo stesso procedimento in base al quale, in Gen 2,2-3, l'istituzione del sabato (una festa tipicamente ebraica) è fatta risalire addirittura al settimo giorno della Creazione. Così, nel Libro dei Giubilei si trova nominata per la prima volta l'utilizzo del vino nel pasto pasquale ebraico.

## Redazione
Nella sua forma definitiva, il Libro dei Giubilei fu scritto probabilmente verso l'anno 100 a.C., ma secondo alcuni anche prima; tuttavia fa sue tradizioni assai più antiche.
II Libro dei Giubilei è stato conservato integralmente solo in una traduzione etiopica, perché con il Libro di Enoch figurava come testo sacro nella Bibbia etiopica. Delle versioni ebraica e greca si possiedono solo frammenti.

## Il Libro dei Giubilei e gli Esseni
La sua preoccupazione di conservatorismo religioso e il suo isolazionismo nella fedeltà a Yahweh hanno fatto sì che fosse utilizzato dagli Esseni di Qumran: lo si trova infatti citato nel Documento di Damasco, una delle loro opere maggiori; inoltre numerosi frammenti della sua primitiva versione ebraica sono stati trovati nella biblioteca scoperta a Qumran (v. Manoscritti non biblici di Qumran).

## Il Libro dei Giubilei e ilNatalis Christi
Shemarjahu Talmon, dell'Università Ebraica di Gerusalemme, ha ricostruito le turnazioni sacerdotali degli ebrei applicandole al calendario gregoriano sulla base dello studio del Libro dei Giubilei scoperto a Qumran. Talmon poté stabilire che la data di nascita di Gesù potrebbe essere il 25 dicembre.